# Fengxiang
Fengxiang (chinesisch 凤翔县, Pinyin Fèngxiáng Xiàn) ist ein Kreis der bezirksfreien Stadt Baoji in der nordwestchinesischen Provinz Shaanxi. Die Fläche beträgt 1.232 Quadratkilometer und die Einwohnerzahl 386.156 (Stand: Zensus 2020).
Im Kreisgebiet befinden sich die Stätte der Qin-Hauptstadt Yongcheng (秦雍城遗址, Qín Yōngchéng yízhǐ) und die Shuigou-Stätte (水沟遗址, Shuǐgōu yízhǐ) aus dem Neolithikum und der Zeit der Streitenden Reiche, die seit 1988 bzw. 2013 auf der Liste der Denkmäler der Volksrepublik China stehen.

## Administrative Gliederung
Auf Gemeindeebene setzt sich der Kreis aus zwölf Großgemeinden und fünf Gemeinden zusammen.